# Relais 4 × 100 mètres masculin aux championnats du monde d'athlétisme 2017
Pour un article plus général, voir Championnats du monde d'athlétisme 2017.
Navigation
Pékin 2015 Doha 2019
L'épreuve du relais 4 × 100 mètres masculin des championnats du monde de 2017 se déroule le 12 août 2017 dans le Stade olympique de Londres, au Royaume-Uni. Elle est remportée par l'équipe du Royaume-Uni composée de CJ Ujah, Adam Gemili, Danny Talbot et Nethaneel Mitchell-Blake, tandis que pour sa dernière course, Usain Bolt terminera sur blessure le relais, ce qui met fin à une série de six victoires majeures consécutives. Pour les Britanniques, c'est la première victoire majeure depuis les Jeux olympiques de 2004 où ils avaient remporté l'épreuve de 1/100e sur les États-Unis (déjà) et elle met fin à une série noire qui avait commencé avec leur disqualification aux Jeux de 2008 et de 2012, et à celles des mondiaux de 2011, 2013 et 2015, seulement interrompue par une 3e place aux mondiaux de 2009 et une 5e place aux Jeux olympiques de 2016.

## Critères de qualification
Pour se qualifier parmi les 16 équipes des championnats, il faut avoir terminé parmi les huit premiers lors des relais mondiaux 2017, ou avoir réalisé l'un des huit meilleurs temps, entre le 1er janvier 2016 et le 23 juillet 2017.
À Nassau 2017, les huit équipes qui ont terminé le relais 4 x 100 m sont :
- les cinq premières équipes classées lors de la finale A[1]:
  -  États-Unis
  -  Barbade
  -  Chine
  -  Australie
  -  France
- ainsi que les trois premières équipes de la finale B qui complètent le dispositif :
  -  Trinité-et-Tobago
  -  Allemagne
  -  Bahamas

Le Brésil, malgré un temps qualifiant de 38 s 19, obtenu lors des Jeux olympiques de 2016 à Rio, ayant renoncé à sa participation, les huit équipes qualifiées au temps sont les suivantes (les minima étant donc finalement de 38 s 44, égalé par trois équipes) :
1. Jamaïque 37 s 27	Rio de Janeiro	19 août 2016
2. Japon 37 s 60	Rio de Janeiro 19 août 2016
3. Canada 37 s 64	Rio de Janeiro 19 août 2016
4. Royaume-Uni 37 s 78	Londres 23 juillet 2016
5. Turquie 38 s 30	Rio de Janeiro	18 août 2016
6. Cuba 38 s 44	Rio de Janeiro 15 mai 2016
7. Pays-Bas 38 s 44	Rome	2 juin 2016
8. Antigua-et-Barbuda 38 s 44    Rio de Janeiro 18 août 2016.

## Meilleurs temps 2017
Au 23 juillet 2017, pour les 16 équipes qualifiées :
1. Royaume-Uni 38 s 08 (WL, le 24 juin à Villeneuve-d'Ascq, Chijindu Ujah, Zharnel Hughes, Danny Talbot, Harry Aikines-Aryeetey) ;
2. Canada 38 s 15 (WL, le 1er avril à Gainesville, Akeem Haynes, Aaron Brown, Brendon Rodney, Andre De Grasse)[2] ;
3. États-Unis (« Track Wired Elite ») 38 s 17 (le 1er avril à Austin, Omar McLeod, Jarrion Lawson, Marqueze Washington, Wallace Spearmon)[3],[4]
4. Chine 38 s 19 (le 21 juillet à Monaco, 1re, Wu Zhiqiang, Xie Zhenye, Su Bingtian, Zhang Peimeng)[5] ;
5. Allemagne 38 s 30 (le 24 juin à Villeneuve-d'Ascq, Julian Reus, Robert Hering, Roy Schmidt, Aleixo-Platini Menga) ;
6. Jamaïque (« Racers Track Club ») 38 s 59 (lors des Gibson McCook Relays, le 25 février à Kingston, Jason Rogers, Zharnel Hughes, Jevaughn Minzie, Yohan Blake[6])
7. France 38 s 68 (le 24 juin à Villeneuve-d'Ascq, Ben Bassaw, Gautier Dautremer, Mickaël-Méba Zeze, Guy-Elphège Anouman)
8. Pays-Bas 38 s 71 (Nassau, 1h1, Giovanni Codrington, Churandy Martina, Solomon Bockarie, Hensley Paulina)
9. Antigua-et-Barbuda 38 s 86 (le 25 juin à Port-d'Espagne, 1r2, Chavaughn Walsh, Daniel Bailey, Jared Jarvis, Cejhae Greene)
10. Trinité-et-Tobago 39 s 04 (Nassau, 1rB, 22 avril, Moriba Morain, Emmanuel Callender, Kyle Greaux, Dan-Neil Telesford)
11. Japon (« Chūō University ») 39 s 07 (le 26 mai à Yokohama)
12. Australie 39 s 08 (le 9 juillet à Londres, 1re, Trae Williams, Tom Gamble, Nicholas Andrews, Alexander Hartmann)
13. Turquie (« ENKA Spor Kulübü Istanbul ») 39 s 15 (le 6 juin à Ankara, Yiğitcan Hekimoğlu, İzzet Safer, Emre Zafer Barnes, Jak Ali Harvey)
14. Bahamas 39 s 18 (Nassau, 3rB, 22 avril, Warren Fraser, Shavez Hart, Cliff Resias, Adrian Griffith)
15. Barbade 39 s 18 (Nassau, 2e, 22 avril, Mario Burke, Ramon Gittens, Nicholas Deshong, Burkheart Ellis)
16. Cuba 39 s 67 (Nassau, 5r3, 22 avril, Harlyn Pérez, Yordan L. O'Farrill, Yoan Medina, Reynier Mena)

Parmi les équipes nationales (clubs sportifs exclus) qui ont réalisé en 2017 de meilleurs temps que les équipes inscrites ci-dessus, se trouvent notamment : l'Afrique du Sud 38 s 47 (meilleur temps des exclus), l'Ukraine 39 s 07, l'Italie 39 s 08 (38 s 58 en 2016) la Suisse 39 s 11 (38 s 88 en 2016), l'Indonésie 39 s 13, la Pologne 39 s 21, la République dominicaine 39 s 26 (38 s 52 en 2016) et Taïwan 39 s 27, outre le Brésil, champion d'Amérique du Sud à Luque en 39 s 47.
Par rapport à Pékin 2015, ne sont pas qualifiés l'Ukraine (alors 11e), le Brésil (13e) et l'Afrique du Sud (14e et dernière, ni Trinité-et-Tobago ni Cuba, pourtant qualifiés, ne participant in fine à ces championnats). Les nouveaux participants, deux ans après, sont l'Australie, la Turquie et la Barbade. En 2016, toujours l'Australie, la Barbade et cette fois-ci les Bahamas n'avaient pas participé l'année précédente lors Jeux olympiques de 2016 à Rio.

## Résultats

### Finale
| Rang               | Couloir | Nation      | Athlètes                                                          | Temps   | Notes  |
| ------------------ | ------- | ----------- | ----------------------------------------------------------------- | ------- | ------ |
| Médaille d'or      | 7       | Royaume-Uni | CJ Ujah Adam Gemili Danny Talbot Nethaneel Mitchell-Blake         | 37 s 47 | WL, AR |
| Médaille d'argent  | 4       | États-Unis  | Mike Rodgers Justin Gatlin Jaylen Bacon Christian Coleman         | 37 s 52 | SB     |
| Médaille de bronze | 9       | Japon       | Shūhei Tada Shōta Iizuka Yoshihide Kiryū Kenji Fujimitsu          | 38 s 04 |        |
| 4                  | 8       | Chine       | Wu Zhiqiang Xie Zhenye Su Bingtian Zhang Peimeng                  | 38 s 34 |        |
| 5                  | 6       | France      | Stuart Dutamby Jimmy Vicaut Méba-Mickaël Zézé Christophe Lemaitre | 38 s 48 |        |
| 6                  | 2       | Canada      | Gavin Smellie Aaron Brown Brendon Rodney Mobolade Ajomale         | 38 s 59 |        |
| 7                  | 3       | Turquie     | Yiğitcan Hekimoğlu Jak Ali Harvey Emre Zafer Barnes Ramil Guliyev | 38 s 73 |        |
| —                  | 5       | Jamaïque    | Omar McLeod Julian Forte Yohan Blake Usain Bolt                   | DNF     |        |

### Séries
Les 3 premiers de chaque série (Q) et les 2 meilleurs temps (q) se qualifient pour la finale.
| Rang | Série | Couloir | Pays               | Athlètes                                                              | Temps   | Notes |
| ---- | ----- | ------- | ------------------ | --------------------------------------------------------------------- | ------- | ----- |
| 1    | 1     | 8       | États-Unis         | Mike Rodgers Justin Gatlin BeeJay Lee Christian Coleman               | 37 s 70 | Q, WL |
| 2    | 1     | 4       | Royaume-Uni        | CJ Ujah Adam Gemili Danny Talbot Nethaneel Mitchell-Blake             | 37 s 76 | Q, SB |
| 3    | 2     | 3       | Jamaïque           | Tyquendo Tracey Julian Forte Michael Campbell Usain Bolt              | 37 s 95 | Q, SB |
| 4    | 2     | 8       | France             | Stuart Dutamby Jimmy Vicaut Méba-Mickaël Zézé Christophe Lemaitre     | 38 s 03 | Q, SB |
| 5    | 2     | 6       | Chine              | Wu Zhiqiang Xie Zhenye Su Bingtian Zhang Peimeng                      | 38 s 20 | Q     |
| 6    | 1     | 5       | Japon              | Shūhei Tada Shōta Iizuka Yoshihide Kiryū Asuka Cambridge              | 38 s 21 | Q, SB |
| 7    | 1     | 9       | Turquie            | Yiğitcan Hekimoğlu Jak Ali Harvey Emre Zafer Barnes Ramil Guliyev     | 38 s 44 | q, SB |
| 8    | 2     | 2       | Canada             | Gavin Smellie Aaron Brown Brendon Rodney Mobolade Ajomale             | 38 s 48 | q     |
| 9    | 1     | 6       | Trinité-et-Tobago  | Keston Bledman Kyle Greaux Moriba Morain Emmanuel Callender           | 38 s 61 | SB    |
| 10   | 1     | 2       | Pays-Bas           | Giovanni Codrington Hensley Paulina Liemarvin Bonevacia Taymir Burnet | 38 s 66 | SB    |
| 11   | 2     | 7       | Allemagne          | Julian Reus Robert Hering Roy Schmidt Robin Erewa                     | 38 s 66 |       |
| 12   | 1     | 7       | Australie          | Trae Williams Tom Gamble Nick Andrews Rohan Browning                  | 38 s 88 | SB    |
| 13   | 2     | 4       | Cuba               | Harlyn Pérez Roberto Skyers Yaniel Carrero José Luis Gaspar           | 39 s 01 | SB    |
| 14   | 1     | 3       | Barbade            | Levi Cadogan Ramon Gittens Shane Brathwaite Mario Burke               | 39 s 19 |       |
|      | 2     | 9       | Bahamas            | Warren Fraser Shavez Hart Sean Stuart Teray Smith                     |         | DQ    |
|      | 2     | 5       | Antigua-et-Barbuda |                                                                       |         | DNS   |

## Légende
Records et Performances
- AR : Record continental (area record)
- CR : Record des championnats (championship record)
- MR : Record du meeting (meet record)
- NR : Record national (national record)
- OR : Record olympique (olympic record)
- PR : Record paralympique (paralympic record)
- PB : Record personnel (personal best)
- SB : Meilleure performance personnelle de la saison (season's best)
- WL : Meilleure performance mondiale de l'année (world leader)
- WJR : Record du monde junior (world junior record)
- WR : Record du monde (world record)

Circonstances et Conditions
- DNF : N'a pas terminé (did not finish)
- DNS : N'a pas pris le départ (did not start)
- DQ : Disqualification (disqualification)
- NM : Aucun essai valable enregistré (No Mark)
- Q : Qualifié « directement » au prochain tour (ou à la prochaine compétition), lors d'une compétition majeure, grâce au classement ou à la réalisation des minima (automatic qualifier)
- q : Qualifié au prochain tour (ou à la prochaine compétition), lors d'une compétition majeure, grâce au repêchage ou à la réalisation de l'une des meilleures performances parmi celles des « non qualifiés directement » (grâce au meilleur temps ou à la meilleure distance par exemple) (secondary qualifier)